# 윤영보
윤영보(1982년 8월 10일 ~ )은 전 KBO 리그 SK 와이번스의 투수이다.

## 출신학교
- 동산고등학교